# Lindplätt
Lindplätt (Platygloea disciformis) är en svampart som först beskrevs av Elias Fries, och fick sitt nu gällande namn av Walther Neuhoff 1936. Platygloea disciformis ingår i släktet Platygloea och familjen Platygloeaceae.   Inga underarter finns listade i Catalogue of Life.
I den svenska databasen Dyntaxa används istället namnet Achroomyces disciformis för samma taxon.  Arten är reproducerande i Sverige.